# Termitotrox turkestanicus
Termitotrox turkestanicus är en skalbaggsart som beskrevs av Jan Krikken 2008. Termitotrox turkestanicus ingår i släktet Termitotrox och familjen Termitotrogidae. Inga underarter finns listade i Catalogue of Life.